# Långtjärnen (Häggenås socken, Jämtland, 702823-145636)
Långtjärnen är en sjö i Östersunds kommun i Jämtland och ingår i Indalsälvens huvudavrinningsområde.